# Eurytoma orientalis
Eurytoma orientalis är en stekelart som beskrevs av Zerova 1995. Eurytoma orientalis ingår i släktet Eurytoma och familjen kragglanssteklar.
Artens utbredningsområde är Kazakstan. Inga underarter finns listade i Catalogue of Life.